# مرجانه فشنگچی
مرجانه فشنگچی (زادهٔ ۱۳۶۰) دوبلور و وکیل اهل ایران است. از سرشناس‌ترین دوبله‌های وی می‌توان به پری دریایی کوچولو (۱۹۸۹)، شگفت‌انگیزان (۲۰۰۴)، بری زنبوره (۲۰۰۷)، گیسوکمند (۲۰۱۰) و هیولایی در پاریس (۲۰۱۱) اشاره کرد.

## گزیدهٔ آثار
فشنگچی از سال ۱۳۸۲ دوبلوری را آغاز کرد. دوبله‌های او به ترتیب سال انتشار نسخهٔ اصلی (دوبله‌نشده و زبان اصلی):
- پری دریایی کوچولو (۱۹۸۹) در نقش آریل
- شگفت‌انگیزان (۲۰۰۴) در نقش وایولت پار[۱]
- سیندرلا ۳: پیچ و تاب در زمان (۲۰۰۷)[۱]
- شرک ۳ (۲۰۰۷)[۱]
- بری زنبوره (۲۰۰۷) در نقش ونسا[۱]
- ملاقات با رابینسون‌ها (۲۰۰۷)[۲]
- میمون‌های فضایی (۲۰۰۸)[۱]
- چهار پرنسس در دنیای قصه‌ها (۲۰۰۸، به انگلیسی: Bratz Kidz Fairy Tales)[۱]
- آلیس در سرزمین عجایب (۲۰۱۰)[۳]
- چگونه اژدهای خود را تربیت کنیم (۲۰۱۰)[۳]
- گیسوکمند (۲۰۱۰) در نقش راپانزل
- هیولایی در پاریس (۲۰۱۱) در نقش لوسیل
- داستان اسباب‌بازی ۴ (۲۰۱۹)[۴]